# Občina Nordkapp
Nordkapp (severnosamijsko Davvinjárga ali Nordkáhppa; kvensko Kappa ali Nordkappa) je občina v okrožju Troms og Finnmark. Obsega predvsem otok Magerøya, deloma pa tudi vzhodni in zahodni del fjorda Porsangen. Upravno središče občine je mesto Honningsvåg, kjer živi večina prebivalcev. Druga naselja v Nordkappu so vasi Gjesvær, Kåfjord, Kamøyvær, Kjelvik, Nordvågen, Repvåg, Skarsvåg in Valan.
926 kvadratnih kilometrov občina je 127. največja po površini od 356 občin na Norveškem. Nordkapp je 228 najbolj naseljena občina na Norveškem z 2947 prebivalci. Gostota prebivalstva v občini je 3,3 prebivalca na kvadratni kilometer, število prebivalcev pa se je v zadnjih 10 letih zmanjšalo za 8,7 %.
Okrog 200.000 turistov letno obišče Nordkapp v dveh do treh poletnih mesecih. Glavni turistični znamenitosti sta Nordkap in bližnji Knivskjellodden. Rt je prvič zaslovel, ko ga je angleški raziskovalec Richard Chancellor obkrožil leta 1553, ko je poskušal najti morsko pot skozi Severovzhodni prehod. Svetilnik Helnes je na vhodu v Porsangerfjorden.

## Splošne informacije
1. julija 1861 je bilo severno okrožje občine Kistrand ločeno v novo občino Kjelvik. Sprva je občina obsegala ozemlje na obeh straneh severnega konca Porsangerfjorden, vključno z vzhodnim delom otoka Magerøya, in je imela 345 prebivalcev. Ime občine je bilo leta 1950 spremenjeno iz Kjelvik v Nordkapp. 1. januarja 1984 so bili zahodni del otoka Magerøya in majhni okoliški otoki Gjesværstappan (240 prebivalcev) preneseni iz občine Måsøy v občino Nordkapp.
1. januarja 2020 je občina postala del novoustanovljenega okraja Troms og Finnmark. Prej je bilo del starega okraja Finnmark.

### Ime
Nordkapp je norveška oblika angleškega imena North Cape iz leta 1553 (staro norveško ime za rt je bilo Knyskanes). Tega leta je namreč ta rt obkrožil angleški raziskovalec Richard Chancellor, ko je poskušal najti pot skozi Severovzhodni prehod. Slovenski eksonim je Norkap.
Občina se je prvotno imenovala Kjelvik po ribiški vasici s tem imenom, vendar pa so to vas leta 1944 popolnoma opustošili Nemci in si potem ni nikoli več opomogla. Zato je leta 1950 občina svoje ime spremenila v Nordkapp.

### Grb
Občinski grb je bil oblikovan leta 1973. V barvah polnočnega sonca prikazuje pečino Nordkapp. 

## Geografija
Občina obsega otok Magerøya, pa tudi dele celine na polotoku Porsanger in polotoku Sværholt na obeh straneh fjorda Porsanger. V občini je veliko drugih fjordov, tudi Duksfjorden, Kåfjorden, Kamøyfjorden in Skipsfjorden. Glavni otok je Magerøya, okoli Magerøya pa je nekaj otokov, tudi Gjesvær, Gjesværstappan, Lille Kamøya in Store Kamøya.

### Norkap
Občina je dobila ime po Nordkapu, 307 metrov visoki pečini, ki se običajno imenuje najsevernejša točka Evrope. Vendar pa je prava najsevernejša točka evropske celine rt Nordkinn (Kinnarodden), na 71° 08′ 02″ S, ki sje približno 20 kilometrov od vasi Mehamn na polotoku Nordkinn. Če je najsevernejša točka Evrope dovoljeno, da je na otoku, potem to še vedno ni Norkap. To bi bil rt Fligely na Rudolfovem otoku, dežela Franca Jožefa v Rusiji, ki je veliko severneje na 81° 48′ 24″ S. Če se dežela ne šteje za Evropo, potem je najsevernejša točka Evrope severna točka otoka Rossøya, otočka na Svalbardu, severno od Spitsbergna na 80° 49′ 44,41″ S.

### Ptičje življenje
Ta obalna občina je kot mnoge druge v Finnmarku dom velikih kolonij morskih ptic. Skupina otokov, znana kot Gjesværstappan, je ena izmed bolj znanih z najmanj 2500 pari male njorke (Alca torda). Proč od obale je značilen habitat tundre v regiji, ki prevladuje z jezeri, močvirji in območji grmičevja vrbe. V mnogih jezerih se gnezdijo divje ptice, najdemo pa tudi vrste, kot je zimska raca (Clangula hyemalis).

### Podnebje
Naseljena območja občine Nordkapp imajo subarktično podnebje (Dfc) z dolgimi, zmerno mrzlimi zimami in kratkimi, hladnimi poletji. Če bi bil februar nekoliko toplejši, bi bilo subpolarno oceansko podnebje (Cfc). Dobro znana planota Norkap (klif) je na 307 m nadmorske višine in bo hladnejša s podnebjem tundre.

## Galerija
- Nordkapp in sosednja območja
- Falaise du cap nord touristique
- Pogled proti otokom Gjesværstappan s kolonijami morskih ptic
- Aurora blizu Honningsvåga